# Сестре Вачауски
Лана Вачауски (Чикаго, 21. јун 1965) и Лили Вачауски (Чикаго, 29. децембар 1967) америчке су редитељке, сценаристкиње и продуценткиње. Обе су трансжене. Познате су као ауторке филмског серијала Матрикс.

## Биографија
Лана је рођена 1965. у Чикагу, а Лили две године касније, односно 1967. Мајка им је Американка, а отац Пољак. Имају још две сестре, Џули и Лору. Изјавиле су да им је отац био „тешки атеиста”, а мајка „некадашња католкиња, а касније шаманка”. Подржавају Демократску странку.
Године 2008. Лана је јавно објавила да је извршила родну транзицију. У марту 2016. Лили је такође изјавила да је трансродна особа, односно трансжена.

## Филмографија

### Филм
| Година | Српски назив       | Изворни назив | Потписане као | Потписане као | Потписане као |
| Година | Српски назив       | Изворни назив | Редитељке     | Сценаристкиње | Продуценткиње |
| ------ | ------------------ | ------------- | ------------- | ------------- | ------------- |
| 1995.  | Атентатори         |               | Не            | Да            | Не            |
| 1996.  | Скок               |               | Да            | Да            | Извршне       |
| 1999.  | Матрикс            |               | Да            | Да            | Извршне       |
| 2003.  | Аниматрикс         |               | Не            | Да            | Да            |
| 2003.  | Матрикс 2          |               | Да            | Да            | Извршне       |
| 2003.  | Матрикс 3          |               | Да            | Да            | Извршне       |
| 2005.  | В као вендета      |               | Не            | Да            | Да            |
| 2007.  | Инвазија           |               | Не            | Непотписане   | Не            |
| 2008.  | Спид Рејсер        |               | Да            | Да            | Да            |
| 2009.  | Нинџа убица        |               | Не            | Не            | Да            |
| 2012.  | Атлас облака       |               | Да            | Да            | Да            |
| 2015.  | Јупитер: Уздизање  |               | Да            | Да            | Да            |
| 2021.  | Матрикс: Ускрснућа |               | Лана          | Лана          | Лана          |

### Телевизија
| Година     | Српски назив | Изворни назив | Потписане као | Потписане као                  | Потписане као                  | Потписане као                  |
| Година     | Српски назив | Изворни назив | Ауторке       | Шоуранерке                     | Сценаристкиње                  | Редитељке                      |
| ---------- | ------------ | ------------- | ------------- | ------------------------------ | ------------------------------ | ------------------------------ |
| 2015—2018. | Осмо чуло    |               | Да            | 1. сезона: обе 2. сезона: Лана | 1. сезона: обе 2. сезона: Лана | 1. сезона: обе 2. сезона: Лана |
| 2019—2021. |              |               | Не            | Лили                           | Лили                           | Лили                           |